# Ropalidia rufocollaris
Ropalidia rufocollaris är en getingart som först beskrevs av Cameron 1900.  Ropalidia rufocollaris ingår i släktet Ropalidia och familjen getingar. Utöver nominatformen finns också underarten R. r. atrata.